# Sky on Fire
Pour plus de détails, voir Fiche technique et Distribution.
Sky on Fire (titre original : 冲天火, Chōngtiān huǒ) est un film hongkongais et film chinois réalisé par Ringo Lam, sorti en 2016. 
Il s'agit du dernier long métrage du réalisateur hongkongais, décédé en 2018.

## Fiche technique
- Titre original : 冲天火, Chōngtiān huǒ
- Titre français : Sky on Fire
- Réalisation et scénario : Ringo Lam
- Photographie : Man Lung Choi
- Montage : David M. Richardson
- Musique : Dave Klotz
- Pays d'origine :  Hong Kong |  Chine
- Format : Couleurs - 35 mm - 2,35:1 - Dolby Digital
- Genre : Film policier, Film d'action, thriller
- Durée : 99 minutes
- Date de sortie :
  -  Hong Kong /  Chine : 25 novembre 2016

## Distribution
- Daniel Wu : Zong Tianbao
- Zhang Ruoyun : Pan Ziwen
- Zhang Jingchu : Gao Yu
- Chang Hsiao-chuan
- Andrew Dasz : l'assassin
- Amber Kuo : Xiaozhen